# Invasione di Banu Lahyan
L'invasione di Banu Lahyan ebbe luogo nel settembre del 627 d.C., nel mese di Rabi' al-awwal o Jumada Al-Awwal, corrispondente al 6º anno dell'Egira del calendario islamico.

## Antefatti
Maometto intendeva ottenere giustizia per l'uccisione di 10 musulmani avvenuta durante la Spedizione di Al Raji. I Banu Lahyan abitavano nel cuore dell'Hijaz, al confine con la Mecca. La loro presenza alimentava tensioni legate a vendette di sangue tra musulmani da un lato, e Quraysh e altre tribù arabe dall'altro.
Con il crollo della potenza dei Confederati e il loro calo di tensione a causa degli equilibri di potere sfavorevoli, Maometto colse l'opportunità di intervenire contro i Banu Lahyan.

## Battaglia
Nel mese di Rabi‘ Al-Awwal o Jumada Al-Ula dell'anno sei dell'Egira (luglio 627 d.C.), Maometto partì con 200 combattenti musulmani, fingendo inizialmente di dirigersi verso la Siria. Poco dopo, cambiò rotta verso Batn Gharran, luogo dove erano stati uccisi i 10 musulmani nella Spedizione di Al Raji. I Banu Lahyan, allertati della sua marcia, fuggirono sulle cime delle montagne vicine, rimanendo fuori portata. Sulla via del ritorno, Maometto inviò un gruppo di dieci cavalieri in un luogo chiamato Kura‘ Al-Ghamim, vicino agli insediamenti dei Quraysh, per mostrare indirettamente il crescente potere militare dei musulmani. Queste scaramucce durarono 14 giorni, dopodiché Maometto fece ritorno a Medina.